# Mała Wola
MałUn Wola [pronunciación en polaco: /ˈmawa ˈvɔla/] es un pueblo ubicado en el distrito administrativo de Gmina Czerniewice, dentro del Condado de Tomaszów Mazowiecki, Voivodato de Łódź, en Polonia central. Se encuentra aproximadamente a 5 kilómetros al sureste de Czerniewice, a 19 kilómetros al noreste de Tomaszów Mazowiecki, y a 55 kilómetros al este de la capital regional Łódź.